# Draft de la NBA de 2002
El Draft de la NBA de 2002 se celebró el 26 de junio en la ciudad de Nueva York. Por primera vez en la historia, un jugador no estadounidense sin experiencia previa en la competición universitaria, la NCAA, se convirtió en el número uno. Ese honor recayó en el chino Yao Ming, elegido por los Houston Rockets. Otros 16 jugadores extranjeros fueron incluidos entre las dos rondas.

## Primera ronda

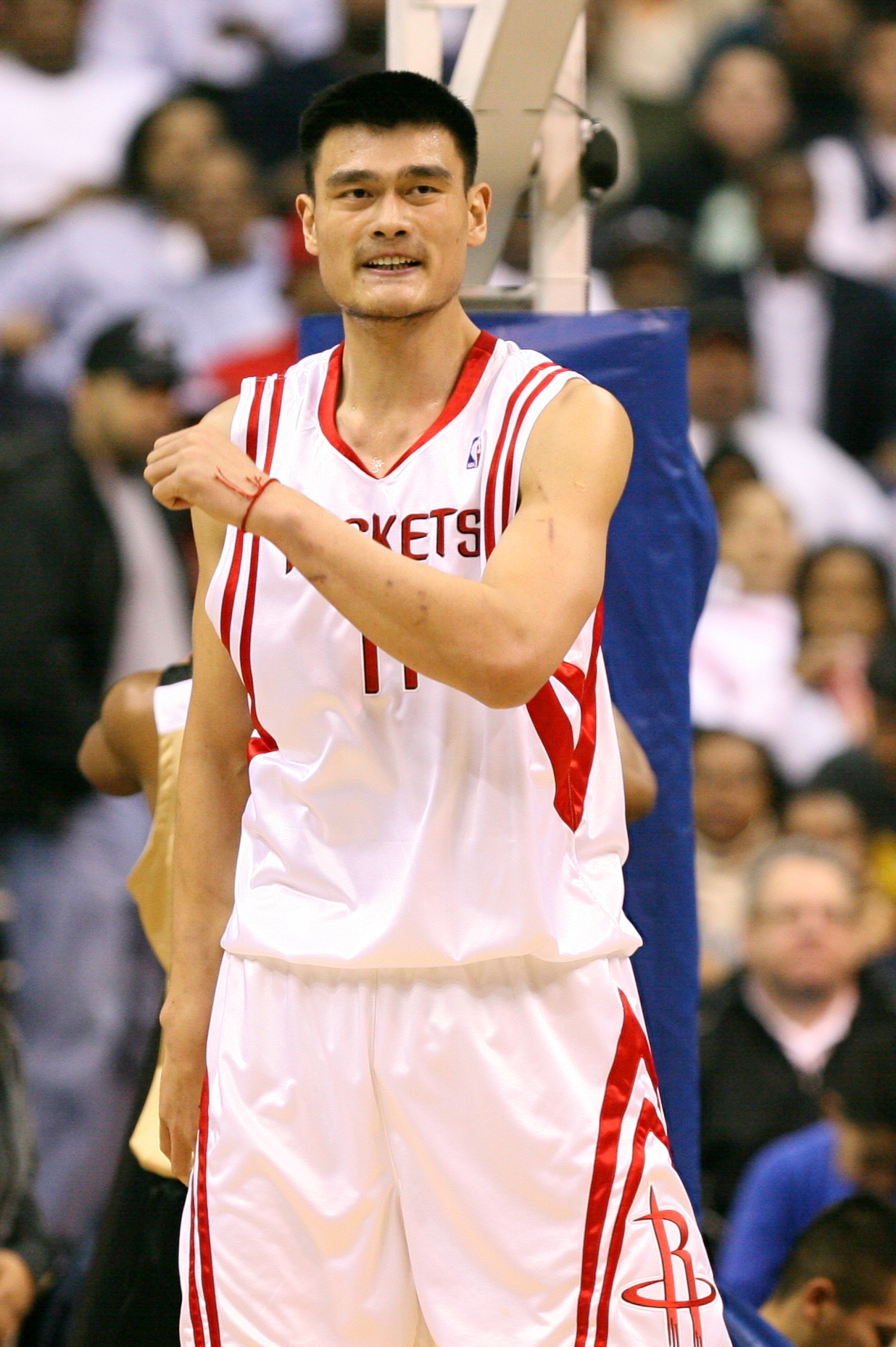
Yao Ming, número 1 del 2002.

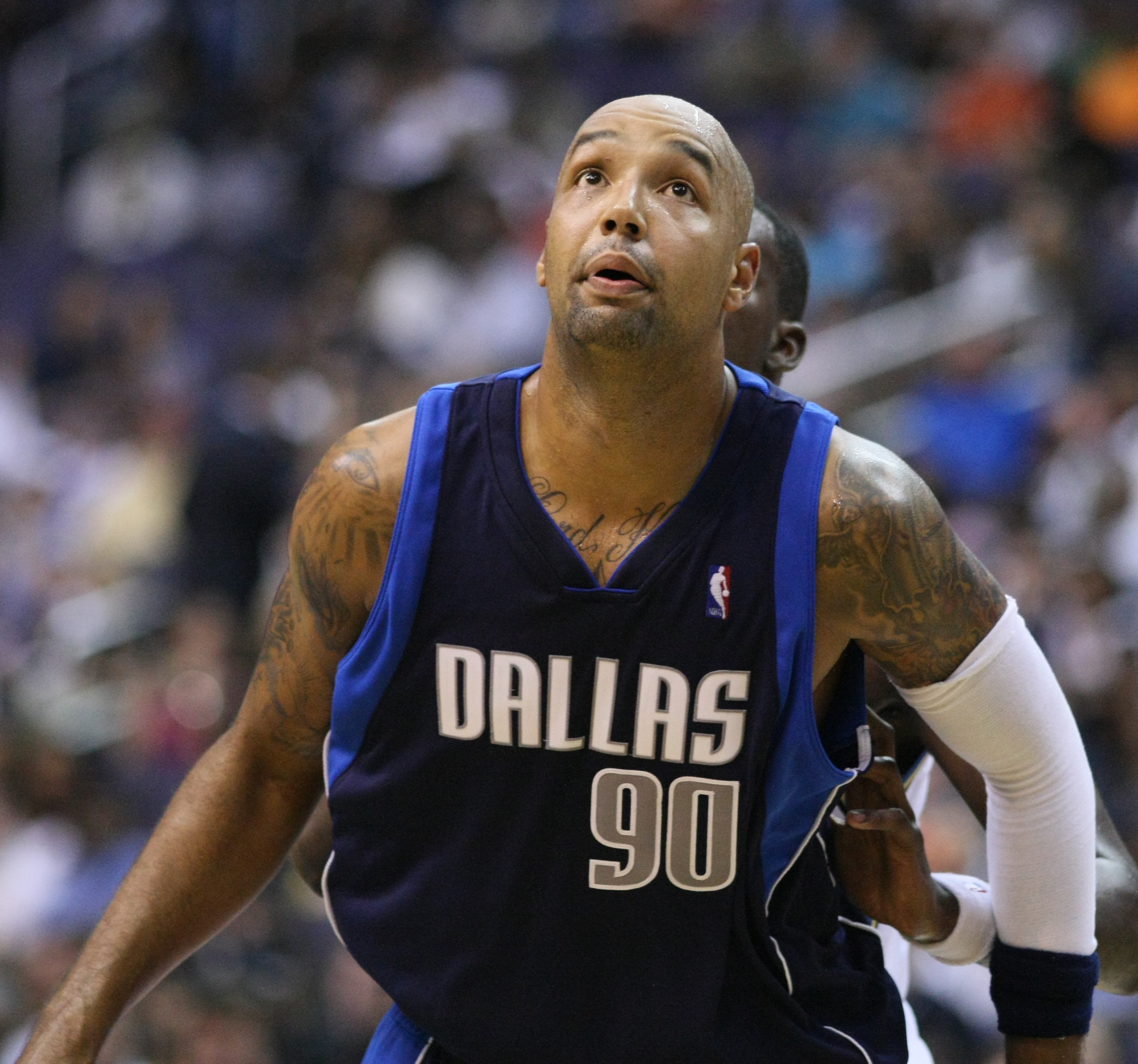
Drew Gooden, la 4ª elección.

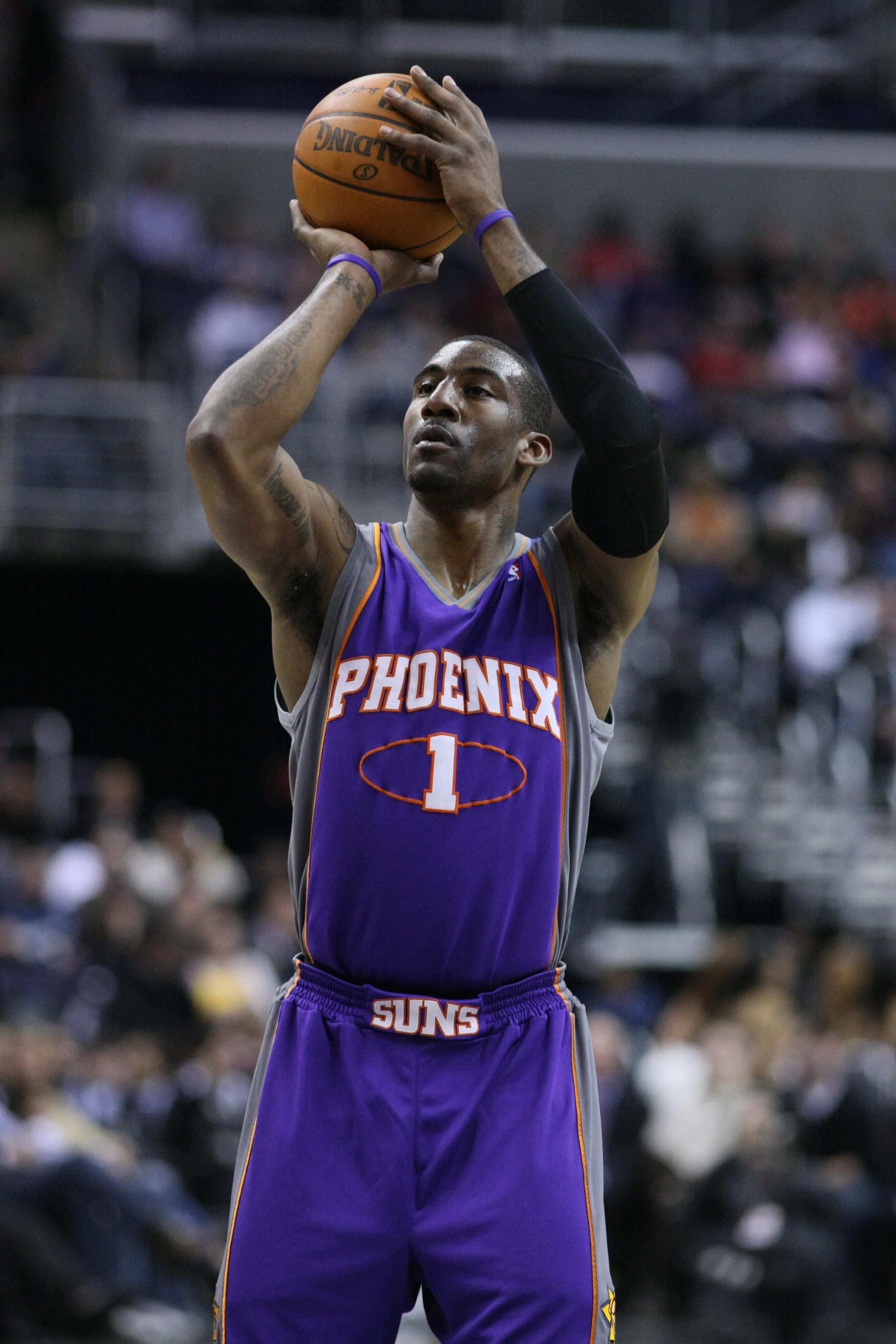
Amare Stoudemire, la 9ª elección.

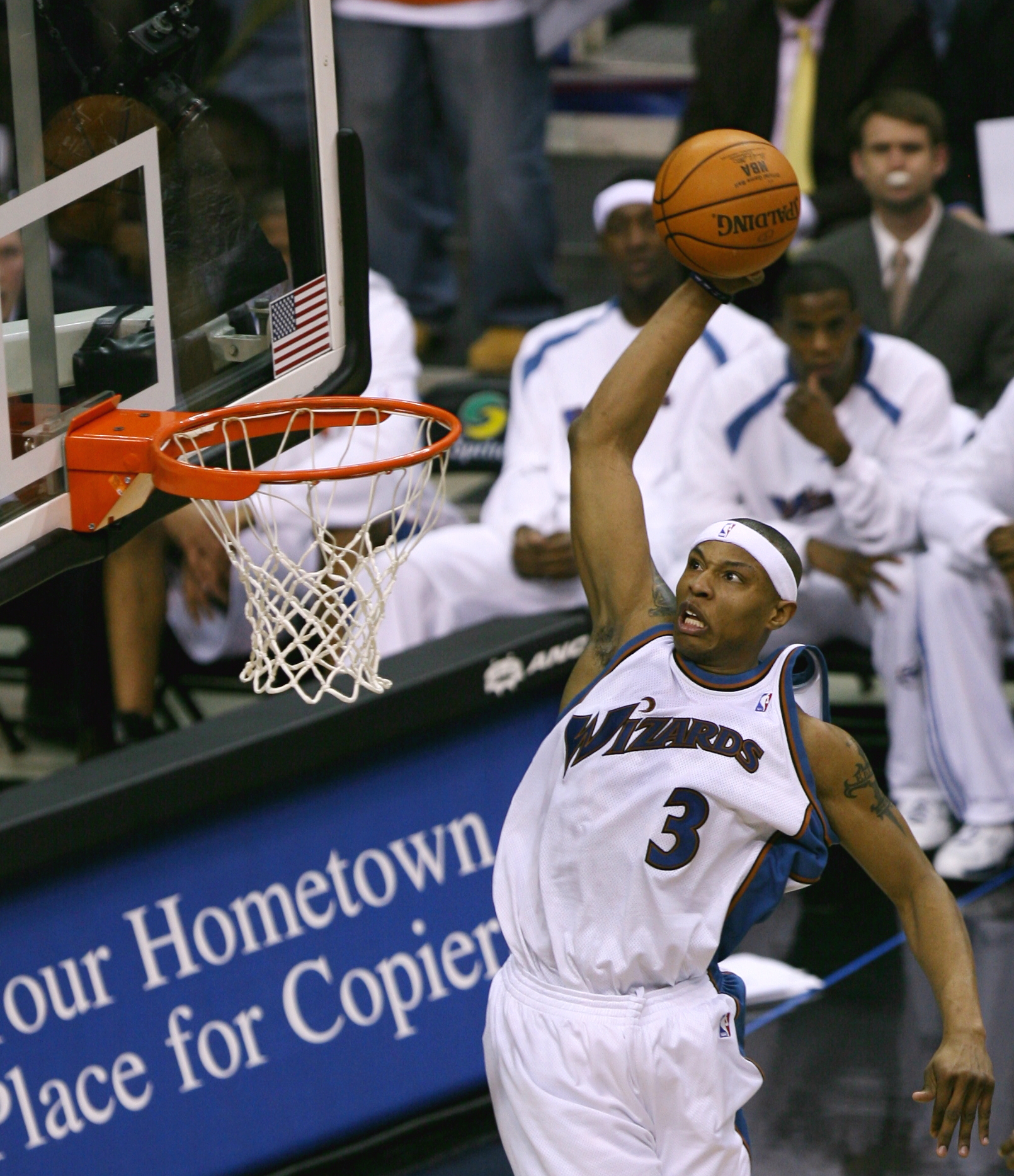
Caron Butler, la 10.ª elección.

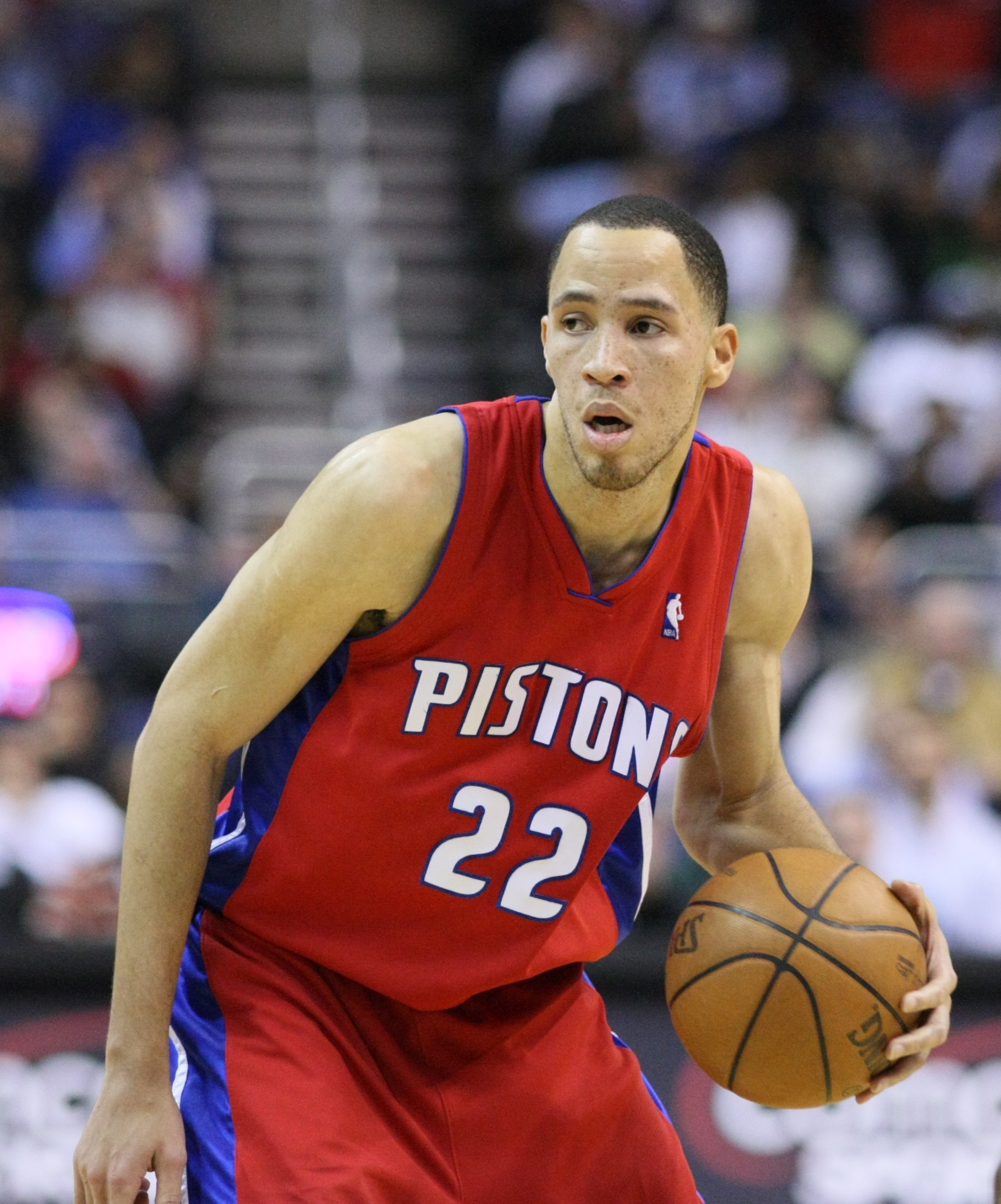
Tayshaun Prince, 23ª elección.

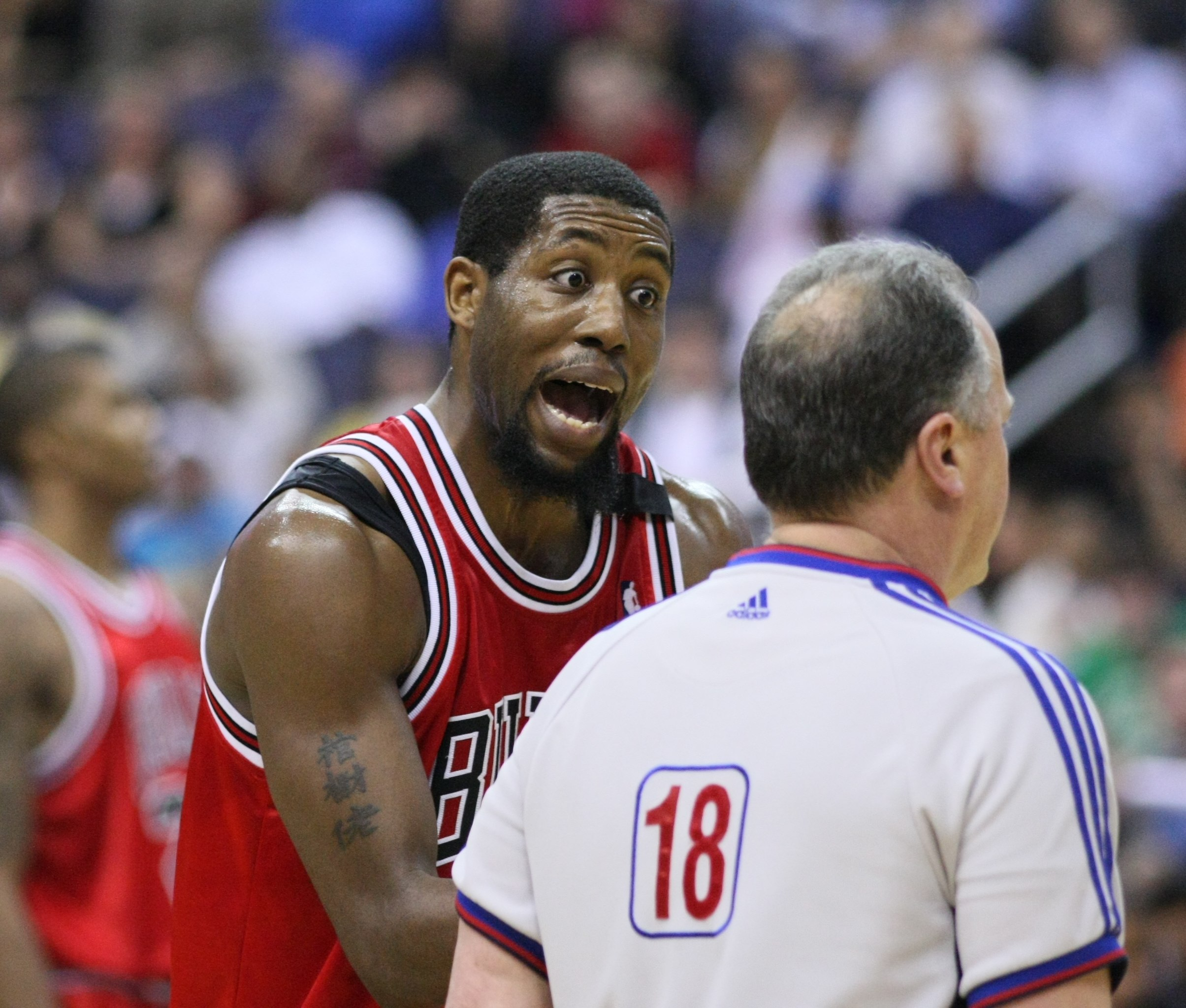
John Salmons, 26ª elección.

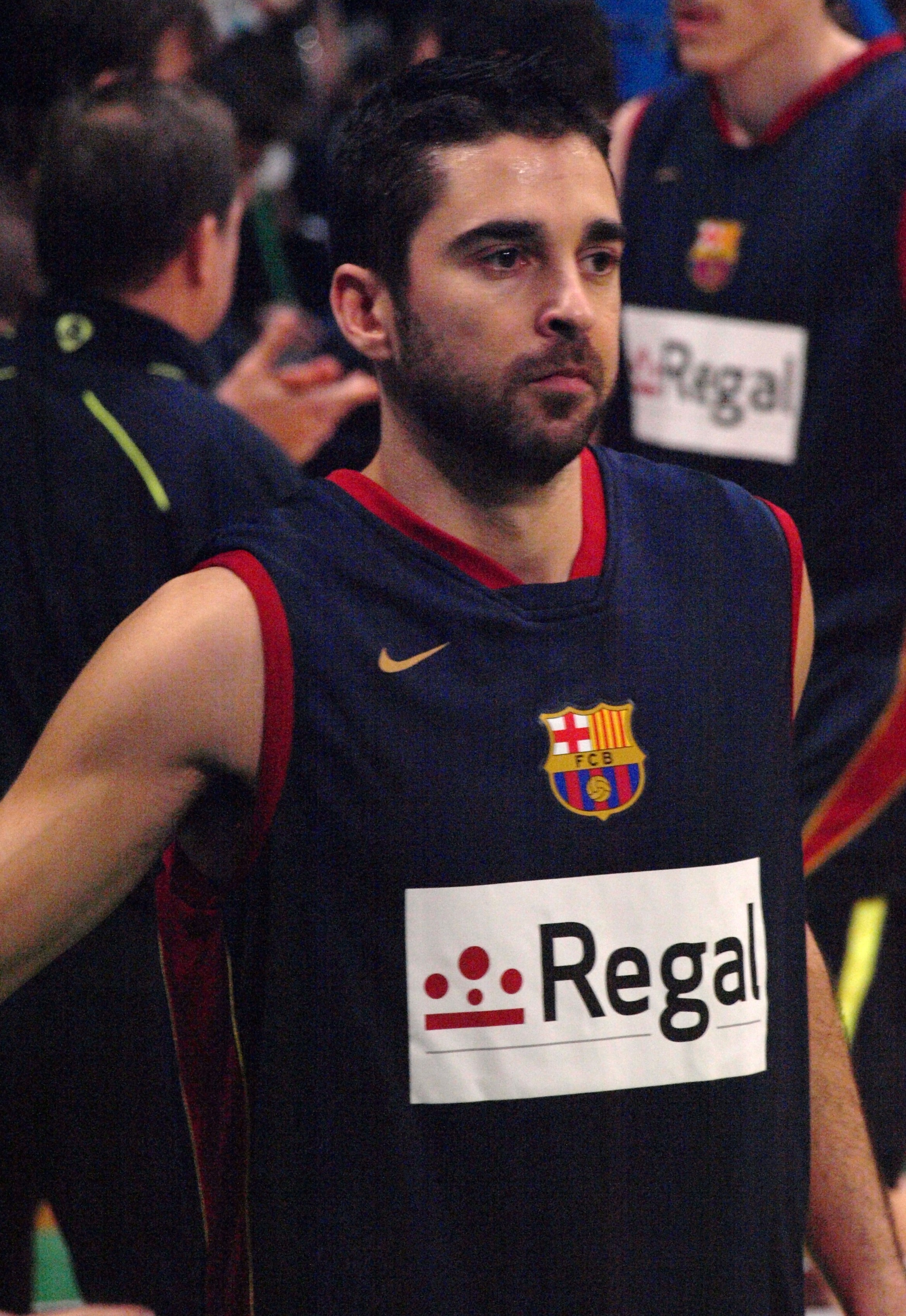
Juan Carlos Navarro, la 39.ª elección.

|  | Denota jugador miembro del Basketball Hall of Fame                                                 |
|  | Denota jugador que ha sido seleccionado al menos en un All-Star Game y un Mejor Quinteto de la NBA |
|  | Denota jugador que ha sido seleccionado al menos en un All-Star Game                               |
|  | Denota jugador que nunca ha jugado en la NBA                                                       |

| Pick | Jugador                    | Nacionalidad    | Equipo de la NBA | Origen (Universidad/club)            |
| ---- | -------------------------- | --------------- | --- | ------------------------------------ |
| 1    | Yao Ming (C)               | China           | Houston Rockets | Shanghai Sharks (China)              |
| 2    | Jay Williams (PG)          | Estados Unidos  | Chicago Bulls | Duke                                 |
| 3    | Mike Dunleavy, Jr. (SF)    | Estados Unidos  | Golden State Warriors | Duke                                 |
| 4    | Drew Gooden (F)            | Estados Unidos  | Memphis Grizzlies | Kansas                               |
| 5    | Nikoloz Tskitishvili (F/C) | Georgia         | Denver Nuggets | Benetton Treviso (Italia)            |
| 6    | Dajuan Wagner (SG)         | Estados Unidos  | Cleveland Cavaliers | Memphis                              |
| 7    | Nenê Hilario (PF)          | Brasil          | New York Knicks (traspasado a Denver con Marcus Camby y Mark Jackson a cambio de Antonio McDyess, la elección 25, y una segunda ronda del draft del 2003) | Vasco da Gama (Brasil)               |
| 8    | Chris Wilcox (F/C)         | Estados Unidos  | Los Angeles Clippers (desde Atlanta) | Maryland                             |
| 9    | Amare Stoudemire (F/C)     | Estados Unidos  | Phoenix Suns | Cypress Creek HS, (Orlando, Florida) |
| 10   | Caron Butler (SF)          | Estados Unidos  | Miami Heat | UConn                                |
| 11   | Jared Jeffries (F)         | Estados Unidos  | Washington Wizards | Indiana                              |
| 12   | Melvin Ely (PF)            | Estados Unidos  | Los Angeles Clippers | Fresno State                         |
| 13   | Marcus Haislip (PF)        | Estados Unidos  | Milwaukee Bucks | Tennessee                            |
| 14   | Fred Jones (SG)            | Estados Unidos  | Indiana Pacers | Oregon                               |
| 15   | Boštjan Nachbar (SF)       | Eslovenia       | Houston Rockets (desde Toronto) | Benetton Treviso (Italia)            |
| 16   | Jiri Welsch (G/S)          | República Checa | Philadelphia 76ers (traspasado a Golden State) | Union Olimpija (Eslovenia)           |
| 17   | Juan Dixon (G)             | Estados Unidos  | Washington Wizards (desde New Orleans) | Maryland                             |
| 18   | Curtis Borchardt (C)       | Estados Unidos  | Orlando Magic (traspasado a Utah) | Stanford                             |
| 19   | Ryan Humphrey (PF)         | Estados Unidos  | Utah Jazz (traspasado a Orlando) | Notre Dame                           |
| 20   | Kareem Rush (SG)           | Estados Unidos  | Toronto Raptors (desde Seattle vía New York, traspasado a Los Angeles Lakers)                                                                             | Missouri                             |
| 21   | Qyntel Woods (SF)          | Estados Unidos  | Portland Trail Blazers | NE Mississippi CC                    |
| 22   | Casey Jacobsen (SG)        | Estados Unidos  | Phoenix Suns (desde Boston) | Stanford                             |
| 23   | Tayshaun Prince (SF)       | Estados Unidos  | Detroit Pistons | Kentucky                             |
| 24   | Nenad Krstić (F/C)         | Serbia          | New Jersey Nets | KK Partizan (Serbia)                 |
| 25   | Frank Williams (PG)        | Estados Unidos  | Denver Nuggets (desde Dallas, traspasado a New York) | Illinois                             |
| 26   | John Salmons (G/F)         | Estados Unidos  | San Antonio Spurs (traspasado a Philadelphia) | Miami                                |
| 27   | Chris Jefferies (SF)       | Estados Unidos  | Los Angeles Lakers (traspasado a Toronto) | Fresno State                         |
| 28   | Dan Dickau (PG)            | Estados Unidos  | Sacramento Kings (traspasado a Atlanta) | Gonzaga                              |
| 29   | Elección bloqueada         |                 | Minnesota Timberwolves* |                                      |

* Nota: Los Minnesota Timberwolves perdieron su derecho a una elección en primera ronda debido a una infracción del límite salarial.

## Segunda ronda
| Pick | Jugador                  | Nacionalidad   | Equipo de la NBA                                          | Origen (Universidad/club)        |
| ---- | ------------------------ | -------------- | --------------------------------------------------------- | -------------------------------- |
| 30   | Steve Logan (PG)         | Estados Unidos | Golden State Warriors                                     | Cincinnati                       |
| 31   | Roger Mason, Jr. (SG)    | Estados Unidos | Chicago Bulls                                             | Virginia                         |
| 32   | Robert Archibald (PF)    | Escocia        | Memphis Grizzlies                                         | Illinois                         |
| 33   | Vincent Yarbrough (SF)   | Estados Unidos | Denver Nuggets                                            | Tennessee                        |
| 34   | Dan Gadzuric (C)         | Países Bajos   | Milwaukee Bucks (desde Houston)                           | UCLA                             |
| 35   | Carlos Boozer (PF)       | Estados Unidos | Cleveland Cavaliers                                       | Duke                             |
| 36   | Milos Vujanić (PG)       | Serbia         | New York Knicks                                           | KK Partizan (Serbia)             |
| 37   | David Andersen (C)       | Australia      | Atlanta Hawks                                             | Virtus Bologna (Itala)           |
| 38   | Tito Maddox (PG)         | Estados Unidos | Houston Rockets                                           | Fresno State                     |
| 39   | Rod Grizzard (SG)        | Estados Unidos | Washington Wizards (desde Phoenix vía Denver)             | Alabama                          |
| 40   | Juan Carlos Navarro (PG) | España         | Washington Wizards                                        | FC Barcelona (España)            |
| 41   | Mario Kasun (C)          | Croacia        | Los Angeles Clippers                                      | Opel Skyliners (Alemania)        |
| 42   | Ronald Murray (SG)       | Estados Unidos | Milwaukee Bucks                                           | Shaw                             |
| 43   | Jason Jennings (C)       | Estados Unidos | Portland Trail Blazers (desde Toronto vía Chicago)        | Arkansas State                   |
| 44   | Lonny Baxter (PF)        | Estados Unidos | Chicago Bulls (desde Indiana)                             | Maryland                         |
| 45   | Sam Clancy (PF)          | Estados Unidos | Philadelphia 76ers                                        | USC                              |
| 46   | Matt Barnes (SF)         | Estados Unidos | Memphis Grizzlies (desde Orlando)                         | UCLA                             |
| 47   | Jamal Sampson (C)        | Estados Unidos | Utah Jazz (traspasado a Orlando)                          | California                       |
| 48   | Chris Owens (PF)         | Estados Unidos | Milwaukee Bucks (desde New Orleans, traspasado a Memphis) | Texas                            |
| 49   | Peter Fehse (PF)         | Alemania       | Seattle SuperSonics                                       | SV Halle (Alemania)              |
| 50   | Darius Songaila (PF)     | Lituania       | Boston Celtics                                            | Wake Forest                      |
| 51   | Federico Kammerichs (SF) | Argentina      | Portland Trail Blazers                                    | Club Ourense Baloncesto (España) |
| 52   | Marcus Taylor (PG)       | Estados Unidos | Minnesota Timberwolves                                    | Michigan State                   |
| 53   | Rasual Butler (SF)       | Estados Unidos | Miami Heat                                                | La Salle                         |
| 54   | Tamar Slay (SG)          | Estados Unidos | New Jersey Nets                                           | Marshall                         |
| 55   | Mladen Sekularac (SG)    | Serbia         | Dallas Mavericks                                          | FMP Zeleznik (Serbia)            |
| 56   | Luis Scola (PF)          | Argentina      | San Antonio Spurs (desde L.A. Lakers)                     | TAU Cerámica (España)            |
| 57   | Randy Holcomb (PF)       | Estados Unidos | San Antonio Spurs (traspasado a Philadelphia)             | San Diego State                  |
| 58   | Corsley Edwards (PF)     | Estados Unidos | Sacramento Kings                                          | Central Connecticut              |

## Jugadores destacados no incluidos en el draft
Estos jugadores no fueron seleccionados en el draft de la NBA de 2002, pero han jugado al menos un partido en la NBA.
| Jugador             | Pos.  | Nacionalidad                              | Universidad/Club           |
| ------------------- | ----- | ----------------------------------------- | -------------------------- |
| J. R. Bremer        | PG    | Estados Unidos                            | St. Bonaventure (Sr.)      |
| Devin Brown         | SG    | Estados Unidos                            | UTSA (Sr.)                 |
| Josh Davis          | PF/SF | Estados Unidos                            | Wyoming (Sr.)              |
| Reggie Evans        | PF    | Estados Unidos                            | Iowa (Sr.)                 |
| Lynn Greer          | PG/SG | Estados Unidos                            | Temple (Sr.)               |
| Anthony Grundy      | PG/SG | Estados Unidos                            | NC State (Sr.)             |
| Adam Harrington     | PG/SG | Estados Unidos                            | Auburn (Sr.)               |
| Lorinza Harrington  | PG/SG | Estados Unidos                            | Wingate (Sr.)              |
| Udonis Haslem       | PF    | Estados Unidos                            | Florida (Sr.)              |
| Linton Johnson      | SF    | Estados Unidos                            | Tulane (Sr.)               |
| Arvydas Macijauskas | SG    | Lituania                                  | Lietuvos Rytas (Lithuania) |
| Keith McLeod        | PG    | Estados Unidos                            | Bowling Green (Sr.)        |
| Jannero Pargo       | PG    | Estados Unidos                            | Arkansas (Sr.)             |
| D.J. Mbenga         | C     | República Democrática del Congo · Bélgica | Leuven Bears (Bélgica)     |
| Smush Parker        | PG/SG | Estados Unidos                            | Fordham (So.)              |
| Predrag Savović     | SG    | Yugoslavia                                | Hawaii (Sr.)               |
| Awvee Storey        | PF/SF | Estados Unidos                            | Arizona State (Sr.)        |
| Yuta Tabuse         | PG    | Japón                                     | BYU–Hawaii (Fr.)           |